# بروروها

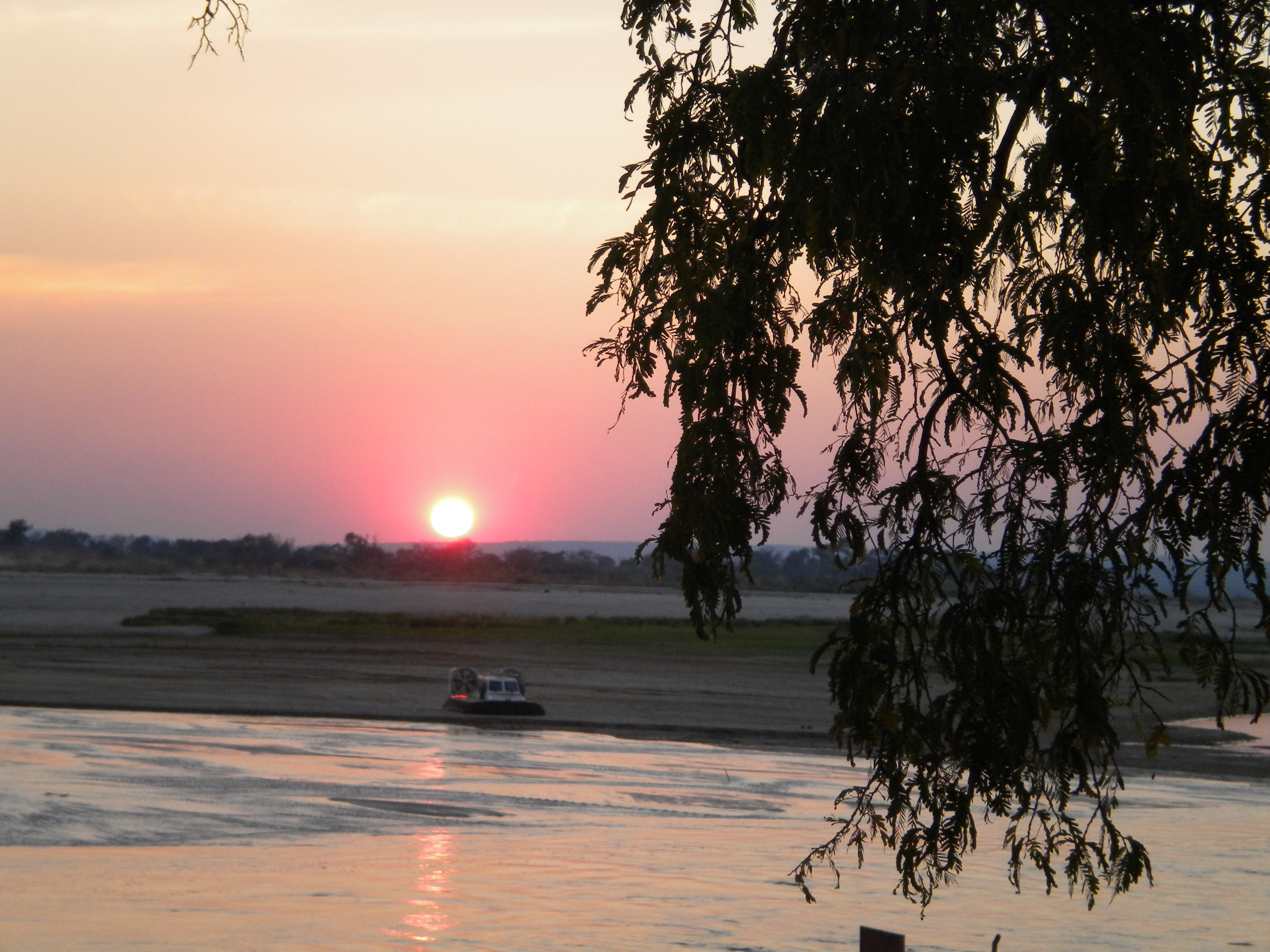
رودخانه ی مانگوکی در بروروها

بروروها (به لاتین: Beroroha) یک منطقهٔ مسکونی در ماداگاسکار است که در بروروها واقع شده‌است.